# スイーツブーム
スイーツブームとは、甘い菓子が社会現象になるほどの流行を起こすことである。日本ではバブル期の高級志向・大量消費に後押しされたイタ飯ブームなどで食の情報化（マスメディアや口コミで広められた情報に皆が注目して食べに行く）が急速に進みつつあった1990年以降、毎年のように新たなスイーツが流行を起こし、定番化している。市場経済とも連動しており、注目するべき社会現象にもなっている。食の情報化が進むにつれて真偽不明な「ブーム」が多数報じられるようになったため、下記では市場で統一見解が得られているスイーツブームのみを記載する。

## 歴史

### 日本
昭和期からレモンケーキやクレープなどで散発的なブームはあったものの、ブームの連続性は無かった。飽食の時代を迎えてティラミスの流行が起きた1990年がスイーツブーム元年である。1990年以降、食への追求をエスカレートさせた日本人は世界中のスイーツを探し求め、日本国内に積極導入するようになった。特に西洋からの導入が多く、食の西洋化を推し進めたという側面もある。下記の表に各年のスイーツブームを示す。市場経済のアノマリーも含まれており、経済学的にも興味深い社会現象となっている。スイーツブームの殆どが専門店から始まっている。ブームが過ぎ去った後は何れのスイーツも定番化しており、専門店だけでなく、スーパーマーケットなどにも安価な値段で置かれる定番商品になっている。下記の年表を確認すると、21世紀において当たり前に見られるスイーツが、過去のブームによって普及したことがわかる。また、スイーツのみならず、商品開発のアイデア（洗練された見た目など）という側面で様々な分野に影響を与えており、食文化自体を拡げている。
| 年代     | 年     | スイーツ名                                      | 発祥国            | ブームの様相 | 歴史上の位置付け |
| -------- | ------ | ----------------------------------------------- | ----------------- | --- | --- |
| 1970年代 | 1977年 | クレープ                                        | フランス          | クレープ専門店「カフェ・クレープ1号店（竹下通り）」を原宿に開店。雑誌などに取り上げられることでブームとなり、後に原宿スタイルのクレープとして定着した。 雑誌の情報によって人々の注目が特定のスイーツに集まるという、1990年代のスイーツブームと同様の流行の仕方をしているため注目に値するが、食の情報化が追い付いておらず、この年のスイーツブームが後に新たな流行を生み出すことはなかった。 クレープ自体は食べ歩きもできる便利さもあることから、21世紀に至るまで最新のトレンドを反映しながら人気商品として売れ続けている。 | - スイーツブームの前史 - 原宿スタイルのクレープの始まり                                                                            |
| 1990年代 | 1990年 | ティラミス                                      | イタリア          | バブル期のイタ飯ブームの中で登場したイタリア料理のデザート。当時社会現象となるほど人気だった『Hanako』が1990年4月12日号で特集を組んだことが切っ掛けとなり、流行に火がついた。 一時はマスカルポーネチーズの国内在庫が払底するほどであった。 日本では雑誌やテレビを通してグルメに関する情報が多数流通し、その情報に消費者が引き寄せられる構図が生まれていた。 ティラミスは高級志向・大量消費の熱気の中で日本中を巻き込んだ絶大な人気を獲得し、スイーツの経済効果が広く認識されたことで、ティラミスに続く流行が生産者により戦略的に仕掛けられるようになった。消費者もティラミスに続く新たなスイーツの登場に興味関心を寄せるようになった。 | - スイーツブーム元年 - イタリア料理ブームの一環                                                                                    |
| 1990年代 | 1991年 | クレーム・ブリュレ                              | フランス          | イタリア料理ブームに対抗して登場したフランス料理のデザート。 | ティラミスブームへの対抗 |
| 1990年代 | 1992年 | タピオカ                                        | タイ              | タイ料理としてのタピオカが流行した。タピオカパールと呼ばれる白い小さな粒のタピオカを入れた「タピオカココナッツミルク」が流行した。当時のエスニックブームに牽引される形で始まった。 前年に日本のバブル景気が終了していたが、未だ明確には理解されていなかった。 | - 1回目のタピオカブーム - 市場経済のアノマリー - バブル崩壊と連動（第1回目の不景気到来）                                           |
| 1990年代 | 1993年 | ナタ・デ・ココ                                  | フィリピン        | 春ごろに大手ファミリーレストランチェーンのデニーズがメニューに加えた事などにより大ブームになった。 主要生産国のフィリピンでは日本のナタ・デ・ココブームに対して生産が追いつかない状況となった。その後、日本市場における需要が満たせないことから、日本企業のフジッコが自社生産を開始した。食材としての使い勝手の良さから、後に当たり前の食材になった。 主要生産国のフィリピンでは特需景気が起こり「ナタデココ成り金」まで出現したが、生産体制が整った頃にナタ・デ・ココのバブルが崩壊し、フィリピンには莫大な負債と無用になった工場が残り、熱帯雨林の伐採などの環境破壊を引き起こした。フィリピンの従業員はローンを組んでバイクやエアコンを買った直後に日本での需要が落ち込んで仕事を失うという、半ば騙し討ちに近い状況に置かれた。結果として、日本のスイーツブームが国際問題を引き起こしたことになる。 | 日本のスイーツブームで他国への悪影響が生じた初の事例（日本における行き過ぎたスイーツブームとフィリピンにおける雇用破壊・環境破壊） |
| 1990年代 | 1994年 | パンナ・コッタ                                  | イタリア          | イタリア料理ブームの中で、作り置きができるドルチェであったため、料理人の都合により提供される機会が増えた。 1992年にサントリーが粉末の「即席パンナコッタ」を製造販売開始し、1993年にはデニーズでメニュー化した後、森永乳業がカップに入ったパンナ・コッタを販売し、さらにブームを拡大した。 | バブル期のイタリア料理ブームの延長上                                                                                               |
| 1990年代 | 1995年 | カヌレ                                          | フランス          | プランタン銀座にあった「ビゴの店」で大量のカヌレを店頭に並べ、行列ができたことなどが話題となり、広まっていった。 | 1回目のカヌレブーム |
| 1990年代 | 1996年 | モカフラペチーノ                                | アメリカ          | コーヒーの「セカンドウェーブ」であるスターバックスコーヒーの日本1号店が銀座にオープン。 北米地区以外に初出店し、スイーツ化したコーヒーが日本に大きな衝撃を与えた。後に日本中に出店し、定番化した。 | スターバックスコーヒーの日本初上陸                                                                                                 |
| 1990年代 | 1997年 | ベルギーワッフル                                | ベルギー          | 大阪梅田で創業したベルギーワッフル専門店の元祖「Manneken（）」が渋谷東口店をオープンしてブームに火を付けた。その後、渋谷を中心に多くの店舗が出店した | - |
| 1990年代 | 1998年 | クイニーアマン                                  | フランス          | 日本のコンビニチェーンである「セブン-イレブン」が菓子パンとして販売したことがきっかけで、ベルギーワッフルの後釜的存在としてブームになった。 | - |
| 1990年代 | 1999年 | - 生チョコ - エッグタルト                       | - 日本 - 中国     | 生チョコについては、1995年にロイズが大量生産に乗り出した「生チョコレート」がブームの切っ掛けになった。 エッグタルトについては、アジア圏であるシンガポール、マレーシア、香港、台湾で売られるようになり、その後、日本にも上陸し大流行した。コンビニでも売られるようになった反面、本家の味とは似ても似つかない名前だけがエッグタルトと呼ばれる商品が市場に溢れてしまい、急速に評判を落としてしまった。現在では横浜中華街など、中華系の街で本物志向の作りたてのエッグタルトが販売される事例がある。 | - |
| 2000年代 | 2004年 | マカロン                                        | フランス          | マカロンブームの始まりには2つのブランドが関わっている。 ピエール・エルメはコーヒー味やバニラ味など定番しかなかったマカロンに、ピスタチオ味、ローズ味などの新しいフレーバーを採り入れてカラフルなものにした。1998年に日本へ進出、2005年に青山で旗艦店を開業している。 ダロワイヨは1982年に自由が丘を皮切りに日本へ進出、フランスを代表する食の高級ブランドである。本社からの要請で2002年頃からマカロンの売込みに力を入れ、2004年に『家庭画報』に広告を出したところ、銀座店に1日100件以上も問い合わせが殺到した。 マカロンブームは、六本木ヒルズなどの新しい商業ビルが次々とでき、ITバブルと言われた、景気が良かった時期に起こっている。 | - 1回目のマカロンブーム - スイーツブームの頂点であり次の時代を招いた                                                               |
| 2000年代 | 2006年 | - 生キャラメル - クリスピー・クリーム・ドーナツ | - 日本 - アメリカ | 北海道紋別郡興部町のノースプレインファームが牛乳の消費拡大を目指して開発した。ノースプレインファーム代表とタレントの田中義剛が同級生ということで知名度を一気に拡大させた。実際には田中義剛が代表取締役社長並びに牧場長を務める花畑牧場製の方が知名度が高くなった。 新宿サザンテラスにクリスピー・クリーム・ドーナツ1号店が開業。 | - |
| 2000年代 | 2008年 | タピオカ                                        | 台湾              | ブラックタピオカを入れた台湾のタピオカティーブランドが流行。 同年にリーマン・ショックが発生した。2回目の不景気到来であることから、タピオカが流行すると厳しい不景気が訪れるというアノマリーが明確化した。 | - 2回目のタピオカブーム - 市場経済のアノマリー - リーマン・ショックと連動（第2回目の不景気到来）                                   |
| 2010年代 | 2011年 | パンケーキ                                      | アメリカ          | 海外店の積極的な日本上陸が日本にパンケーキブームを引き起こした。 2008年の「bills（）」の日本上陸に始まり、2010年にはハワイの「Eggs’n Things（）」が日本上陸し、2012年にはNYの「朝食の女王」と呼ばれる「Sarabeth’s（）」が日本上陸した。原宿・表参道エリアには、アメリカ合衆国の「CLINTON ST. BAKING COMPANY」や「BROOKLYN PANCAKE HOUSE」もオープンした。日本勢も売り上げを伸ばし、原宿・表参道エリアでは「カフェカイラ」（移転済み）や「レインボーパンケーキ」などにも行列が見られた。 「朝食カフェ」や「ハワイアンカフェ」といったパンケーキを専門としない店が日本上陸し、他の料理も提供しながらパンケーキを提供したことでパンケーキブームが長続きした。 パンケーキブームが過ぎた後も長らく一定の人気を維持しており、様々な店でパンケーキの提供が続いている。 | - |
| 2010年代 | 2013年 | ポップコーン                                    | アメリカ          | 2013年1月にヒルバレーが中目黒に、翌2月にギャレットが原宿にそれぞれ1号店を開店させると、たちまち高級ポップコーンのブームが起きた。前述の2つのブランドがブームを牽引したが、他にも海外から続々と多くのブランドが上陸した。この当時は普通のポップコーンとは異なる「マッシュルーム型」のポップコーンが提供された。 映画館で売っている定番のポップコーンの3分の1 - 4分の1の量で1,000円近くするにもかかわらず、店舗には大行列ができるほどの人気を誇った。マスコミも積極的に取り上げた。 2015年ごろまでには高級ポップコーンのブームが終息した。 | - |
| 2010年代 | 2014年 | かき氷                                          | 複数国            | 見た目が派手な高級志向のかき氷が多数登場した。 多様なかき氷が提供され、かき氷のバリエーションが大きく広がった。 ブームの後には進化しつつ毎年の夏の定番となった。 | - |
| 2010年代 | 2018年 | タピオカ                                        | 台湾              | ブラックタピオカを入れた台湾のタピオカティーブランドが流行（インスタ映え狙いによるもの）。 翌年末にコロナ・ショックが発生した。前回から約11年後、3回目の不景気到来となる。再びアノマリーとしてのタピオカブームが話題となった。 | - 3回目のタピオカブーム - 市場経済のアノマリー - コロナ・ショックと連動（第3回目の不景気到来）                                     |
| 2010年代 | 2019年 | バスクチーズケーキ                              | スペイン          | バスクチーズケーキが日本でブームになった最初のきっかけは、バスクチーズケーキ専門店「Gazta（）」のオープンである。「Gazta」のシェフは、ラ・ヴィーニャのチーズケーキの味にほれ込み、ラ・ヴィーニャの人に懇願した結果、門外不出だったレシピを伝授してもらう。 「Gazta」では本場ラ・ヴィーニャの味を日本でも楽しめるといったストーリーを全面に押し出してアピールしたことと、他のチーズケーキには見られない「真っ黒」の衝撃的な見た目も相まって、多くの人の関心を集めた結果、バスクチーズケーキの人気に火が付いたとのこと。 「Gazta」によって一般に知れ渡ったバスクチーズケーキの人気は、その後、ローソンが販売した「バスチー」という商品により、さらに盛り上がりを見せることになった。 コンビニで提供される「バスチー」は、手軽に入手できることから、バスクチーズケーキの知名度を急速に高め、日本全国でその特有の味わいを楽しむ機会を提供した。 日本で一大ブームとなったバスクチーズケーキは、今では多くのカフェやレストランで提供されるデザートとなっている。 | - |
| 2020年代 | 2020年 | トゥンカロン                                    | 韓国              | 数年前からマカロンブームが続いていた韓国で、独自の進化を遂げた大きなマカロンである。 「太ったマカロン」という意味の韓国語「トゥントゥンハンマカロン（뚱뚱한 마카롱）」が名前の由来である。 韓国ブームの一環であることと見た目の良さから、日本でもブームになった。 | - 2回目のマカロンブーム（韓国アレンジ） - 韓国ブームの一環                                                                         |
| 2020年代 | 2021年 | マリトッツォ                                    | イタリア          | マリトッツォブームのきっかけとなったのは、福岡県のパン屋「アマムダコタン」である。2020年4月頃からマリトッツォの販売を開始し、インスタグラムで発信したところ、写真映えする見た目から瞬く間に拡散され大人気商品となった。 インパクトが大きいビジュアルがSNSで話題となったことから、雑誌やTVでも取り上げられるようになり、マリトッツォはトレンド商品となった。 2021年頃からは、さまざまなコンビニやカフェでも並びはじめ、全国的なブームへと広がった。 | - |
| 2020年代 | 2022年 | カヌレ                                          | フランス          | 再ブームのきっかけになったのは大阪府箕面市にある「カフェエズ」の「箕面カヌレ」である。フランスのレストランで働いていたオーナーが、現地でレシピを習得したといい、大阪市内に姉妹店を相次いでオープンしてカヌレ復権ののろしを上げた。 その後、10年以上かけて様々なカヌレ専門店が開業した後、コロナ禍の「プチぜいたく」機運が追い風になり、2020年 - 2021年頃から少しずつカヌレの人気が上昇し、2022年に入ってからブームが本格化した。 カヌレ専門店が増えたほか、有名洋菓子店やホテル、カフェ、コンビニなど、さまざまな場所でカヌレを買えるようになっている。 | - 2回目のカヌレブーム - コロナ禍における「プチぜいたく」気運の一環                                                                 |